# Kościół św. Mikołaja BW w Wierzchlesie
Kościół świętego Mikołaja Biskupa Wyznawcy – rzymskokatolicki kościół parafialny należący do parafii pod tym samym wezwaniem (dekanat Wieluń – św. Wojciecha archidiecezji częstochowskiej) w Wierzchlesie.

## Historia
Świątynia została zbudowana zapewne w XV wieku w stylu gotyckim. W następnych wiekach kościół był przebudowywany i restaurowany. W 1603 roku świątynia została spalona, jednakże krótko potem została odbudowana. Gruntowna przebudowa kościoła została wykonana w 1760 roku, dzięki wsparciu Felicjana Wierzchleyskiego herbu Berszten – miejscowego dziedzica, sędziego ziemskiego i późniejszego członka Sejmu Wielkiego. Wówczas to budowla otrzymała cechy stylu barokowego oraz zostało dobudowane ośmiokątne pomieszczenie przy nawie i jednocześnie została rozebrana wieża. Jej ocalała część jest obecnie kruchtą. W 1873 roku zostały uzupełnione zdobienia wewnętrzne. W 1914 roku świątynia została gruntownie wyremontowana. Prace remontowe zostały wsparte przez późniejszego, wieloletniego proboszcza parafii księdza Wawrzyńca Głogowskiego, który został w 1942 roku zamordowany w niemieckim obozie koncentracyjnym w Dachau. W latach 1939–1945 kościół został przeznaczony przez okupanta na skład zboża. Wówczas to zostały zrabowane z wnętrza cenne przedmioty. Po II wojnie światowej został wymieniony dach, odnowione tynki, pomalowane wnętrze oraz zamontowana instalacja elektryczna. Poza tym świątynia otrzymała nowe dzwony oraz drewnianą podłogę. W 1997 roku została odnowiona zakrystia. Pod koniec XX w. zostały przeprowadzone prace konserwatorskie ambony, chrzcielnicy oraz ołtarza głównego.

## Architektura
Kościół jest orientowany i reprezentuje styl barokowy. Składa się z jednej prostokątnej nawy oraz krótszego i węższego prezbiterium, a także dostawionej od strony południowej zakrystii. Od strony północnej do budowli jest dostawione ośmioboczne pomieszczenie – zapewne z XVIII stulecia, natomiast od strony zachodniej kruchta. Świątynia ma ostrołukowe okna oraz skarpy widoczne szczególnie od strony północnej i południowej. Budowla nakryta jest dachem dwuspadowym, zwieńczonym barokową sygnaturką. Kościół posiada cenne zabytki sakralne, między innymi późnogotycką chrzcielnicę, piękne rokokowe ołtarze, wykonane w II połowie XVIII wieku oraz ambonę w stylu barokowym, także z XVIII wieku. Ciekawa jest również płyta nagrobna Alberta i Katarzyny Gaszyńskich ozdobiona herbami Berszten i Poraj. W ołtarzu głównym znajduje się kopia obrazu Matki Boskiej Częstochowskiej, którą można zobaczyć po podniesieniu obrazu z wizerunkiem św. Rocha. Na sklepieniu znajduje się malowidło Wniebowzięcia Najświętszej Maryi Panny.

## Obraz Matki Bożej Wierzchlejskiej
Obraz pochodzi najprawdopodobniej z XVIII w. W opinii historyków sztuki zastąpił on inną starszą kopię ikony Matki Bożej Częstochowskiej znajdującą się w Wierzchlesie znacznie wcześniej i już wtedy słynącą łaskami. Akta wizytacji biskupiej z 1668 r. wspominają, iż "w wielkim ołtarzu tutejszej świątyni znajduje się obraz Matki Bożej Częstochowskiej z dwoma pozłacanymi, srebrnymi koronami, 19 wotami". O obrazie tym, a także o jego kulcie wspominają również dokumenty wizytacji biskupich z 1730 i 1746 r. Obraz pokryty jest srebrną sukienką ufundowaną przez proboszcza ks. Klemensa Brzozowskiego w 1886 r. Kościół w Wierzchlesie został ustanowiony sanktuarium diecezjalnym.